# Izaac Kennedy
Pour les articles homonymes, voir Kennedy.
Izaac Kennedy, né le 24 octobre 2000, est un coureur cycliste australien, spécialiste du BMX. 

## Biographie
Originaire du Queensland, Izaac Kennedy commence à faire du BMX dès son plus jeune âge, notamment en participant aux Challenges des différentes catégories d'âge des championnats du monde. En tant que juniors (17/18 ans), il termine deuxième des championnats d'Océanie de 2017.
Chez les élites, il remporte en 2019 les championnats d'Australie du premier coup à l'âge de 18 ans. La même année, il monte sur son premier podium en Coupe du monde avec une troisième place à Rock Hill. En février 2020, il est à nouveau sur le podium de Coupe du monde lors de la manche de Shepparton, mais cette saison est rapidement arrêtée en raison de la pandémie de COVID-19. En 2021, il défend avec succès son titre de champion d’Australie et atteint la finale des mondiaux.
En 2022, Kennedy s'est imposé parmi les meilleurs au monde avec quatre podiums en Coupe du monde et une troisième place au classement général. Aux championnats du monde 2022 à Nantes, il atteint à nouveau la finale et prend la sixième place. Sa saison 2023 s'est terminée en juillet par un accident en course qui a déchiré plusieurs ligaments. Lors de la Coupe du monde 2024, il remporte sa première manche à domicile à Brisbane, ainsi que le classement général.

## Palmarès en BMX

### Jeux olympiques
- Paris 2024
  - 8e de la finale du BMX

### Championnats du monde
- Papendal 2021
  - 7e du BMX
- Nantes 2022
  - 6e du BMX
- Copenhague 2025
  -  Médaillé d'argent du BMX

### Coupe du monde
- 2018 : 56e du classement général
- 2019 : 40e du classement général, un podium
- 2020 : 9e du classement général, un podium
- 2021 : 37e du classement général
- 2022 : 3e du classement général, quatre podiums
- 2023 : 20e du classement général, un podium
- 2024 : 1er du classement général, vainqueur d'une manche

### Championnats d'Océanie
- Bathurst 2017
  -  Médaillé d'argent du BMX juniors

### Championnats d'Australie
- 2019
  -  Champion d'Australie de BMX
- 2021
  -  Champion d'Australie de BMX